# 김부일
김부일(金富佾, 1071년~1132년)은 고려의 문신으로 김부식의 둘째 형이다.

## 생애
좌간의대부를 지낸 김근의 차남으로 태어났다. 과거에 급제한 뒤 직한림원을 하였으며 추밀원사 왕하를 따나 송나라에 들어가 송나라 황제에게 보내는 표문을 작성하였는데 그 문장이 고상하고 세련되어 송나라 황제의 칭찬과 격려를 들었다. 숙종 때 습유 지제고를 거쳐 원주와 상주의 원으로 부임했는데 근무성적이 좋았다.
고려 예종 때 예부낭중으로 임명됐다. 고려 인종 때 동지추밀원사 정당문학 한림학사 승지를 거쳐 1127년 중서시랑 동중서문하 평장사로 임명됐다.
김부일은 일찍부터 풍으로 고생했다. 1130년 퇴직할 것을 여러번 청원했으나 인종은 받아들이지 않고 그에게 수태위 개부의동삼사 판비서성사 주국으로 승진시켰다.
1132년 62세로 사망했다. 검교태보 수태위 문하시랑 동중서문하 평장사 판상서예부사 상주국을 추증하고 시호는 문간이다.

## 가족
- 증조부: 김위영
  - 조부: 김원충
    - 아버지: 김근
      - 형: 김부필
      - 동생: 김부식
        - 조카: 김돈중
        - 조카: 김돈시

      - 동생: 김부의